# 11652 Джонбравнлі
11652 Джонбравнлі (11652 Johnbrownlee) — астероїд головного поясу, відкритий 7 лютого 1997 року.
Тіссеранів параметр щодо Юпітера — 3,206.